# Veicolo da salvataggio subacqueo di profondità

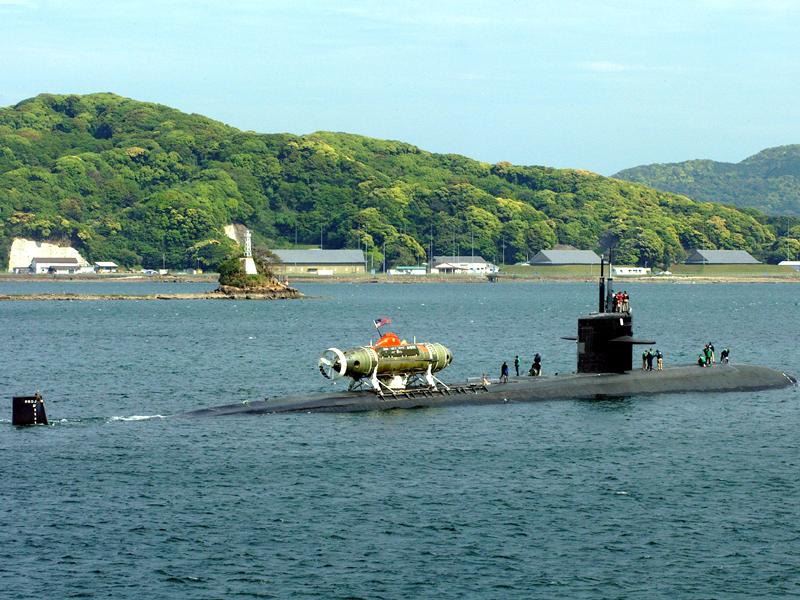
Il DSRV dell'US Navy Mystic (DSRV-1) ancorato sul sottomarino classe Los Angeles USS La Jolla (SSN 701)

Un veicolo da salvataggio subacqueo di profondità (in inglese Deep Submergence Rescue Vehicle, "Veicolo da salvataggio subacqueo di profondità", in acronimo DSRV) sono sottomarini di piccole dimensioni utilizzati per il recupero degli equipaggi da sottomarini in difficoltà e per missioni clandestine.
I Paesi che oggi dispongono di questo tipo di battelli sono, oltre agli Stati Uniti, la Russia, la Gran Bretagna, l'Italia, la Corea del Sud, la Cina e il Giappone.

## Origine del nome
Il termine DSRV nasce come hull classification symbol (simbolo di classificazione di scafo) dell'US Navy, ma è usato per estensione anche per indicare mezzi di questo tipo di marine di altre nazioni, sebbene le classificazioni locali siano tipicamente diverse.

## I modelli

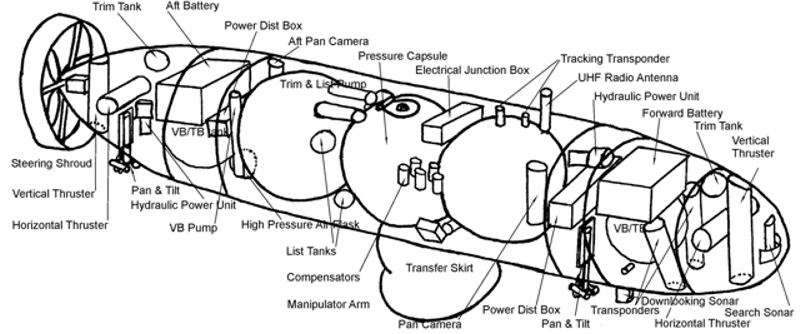
Principali sistemi e impianti di bordo di un DSRV

### Cina
I modelli in uso in Cina sono dotazione delle tre navi classe Dajiang (大江) di soccorso sottomarino, ognuna di queste navi ne ha a bordo due, per un totale di 6. L'ammiraglia di questo servizio è la nave Changxingdao (長興島, 861).

### Corea del Sud
La marina della Corea del Sud ha un solo DSRV chiamato Cheong Haejin, con nave dedicata.

### Giappone
Il Giappone ha due DSRV, uno per ciascuna delle navi dedicate a questo servizio, il DSRV Chiyoda (ちよだ, AS-405) e il DSRV Chihaya (ちはや, ASR-403).

### Italia
L'Italia ha utilizzato due DSRV, l'MSM-1 e l'attuale DRASS Galeazzi DSRV-300, per la nave dedicata a questo servizio, la nave Anteo

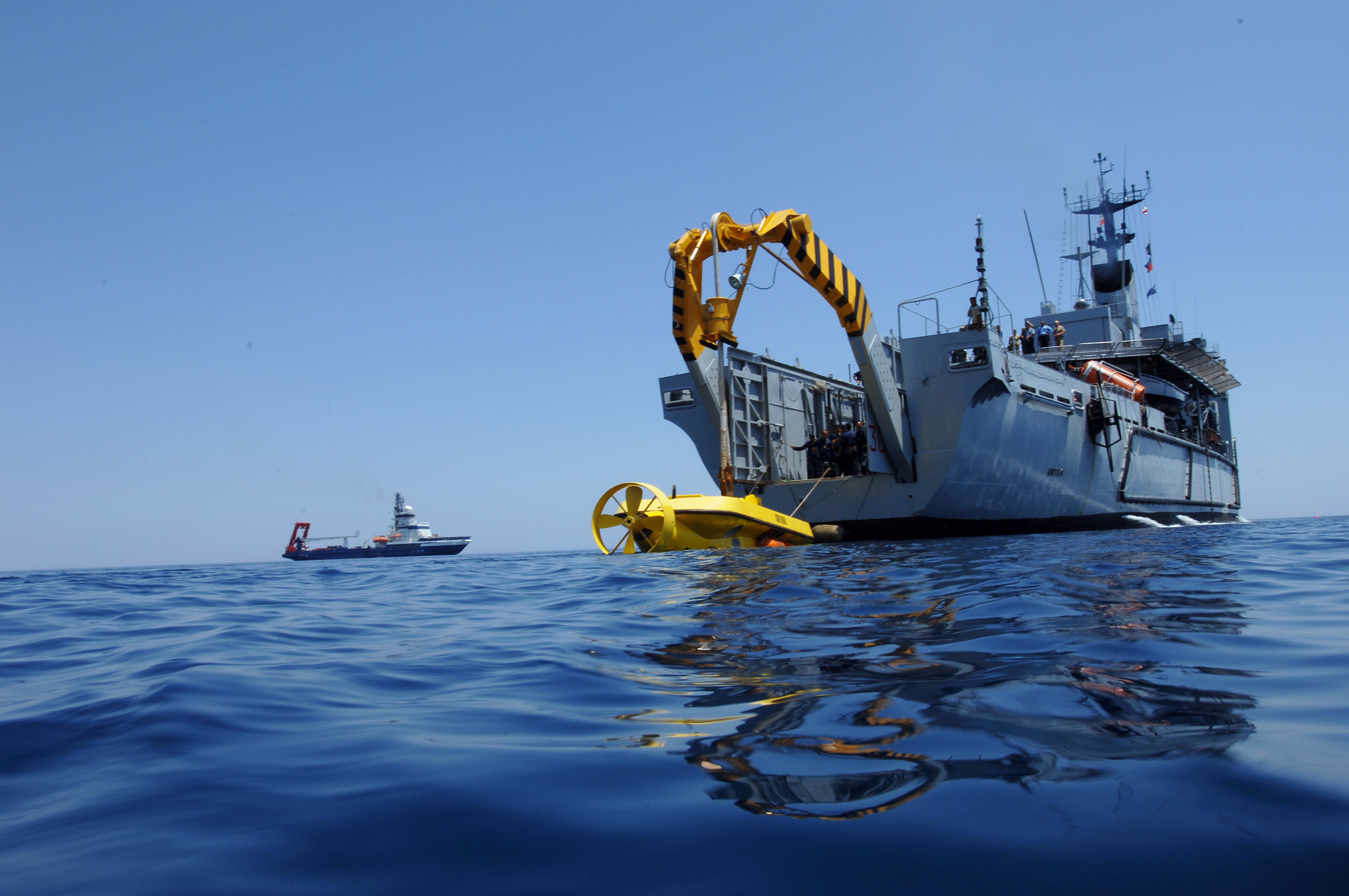
nave Anteo con DRASS Galeazzi DSRV-300 della Marina Militare Italiana

- MSM-1S / USEL - costruito da Cantieri Navali Breda (Venezia), lanciato l'11 novembre 1978, dislocamento di 13,2 t, e utilizzato nello stesso ruolo: era in grado di scendere a 600 metri (2.000 piedi) sotto la superficie. Poteva trasportare 8 passeggeri alla volta oltre al suo equipaggio (2). MSM-1 USEL è stato ospitato dalla nave madre Anteo a La Spezia fino al 2002. Quell'anno MSM-1 USEL è stato sostituito dal DRASS Galeazzi SRV-300.
- L'SRV-300 - costruito da Drass-Galeazzi, è stato consegnato nel 1999 e può salvare un sommergibile fino a 300 m (984 ft), ospitando 12 persone nel vano di soccorso. Il sottomarino, modificato come dispiegabile nell'anno 2010 (e forse aggiornato per operare fino a 450 m, 1 476 ft), opera dalla nave madre "Anteo".
- DRASS Galeazzi SRV-650 - Il SRV-300 sarà sostituito da questa nuova versione in fase di sviluppo, con una profondità massima di 650 m (2 133 ft) e con una capacità di trasporto di 15 persone nel compartimento di soccorso, sviluppato per le operazioni dalla nuova nave madre italiana ARS/USSP che sostituirà l'Anteo.

### Regno Unito

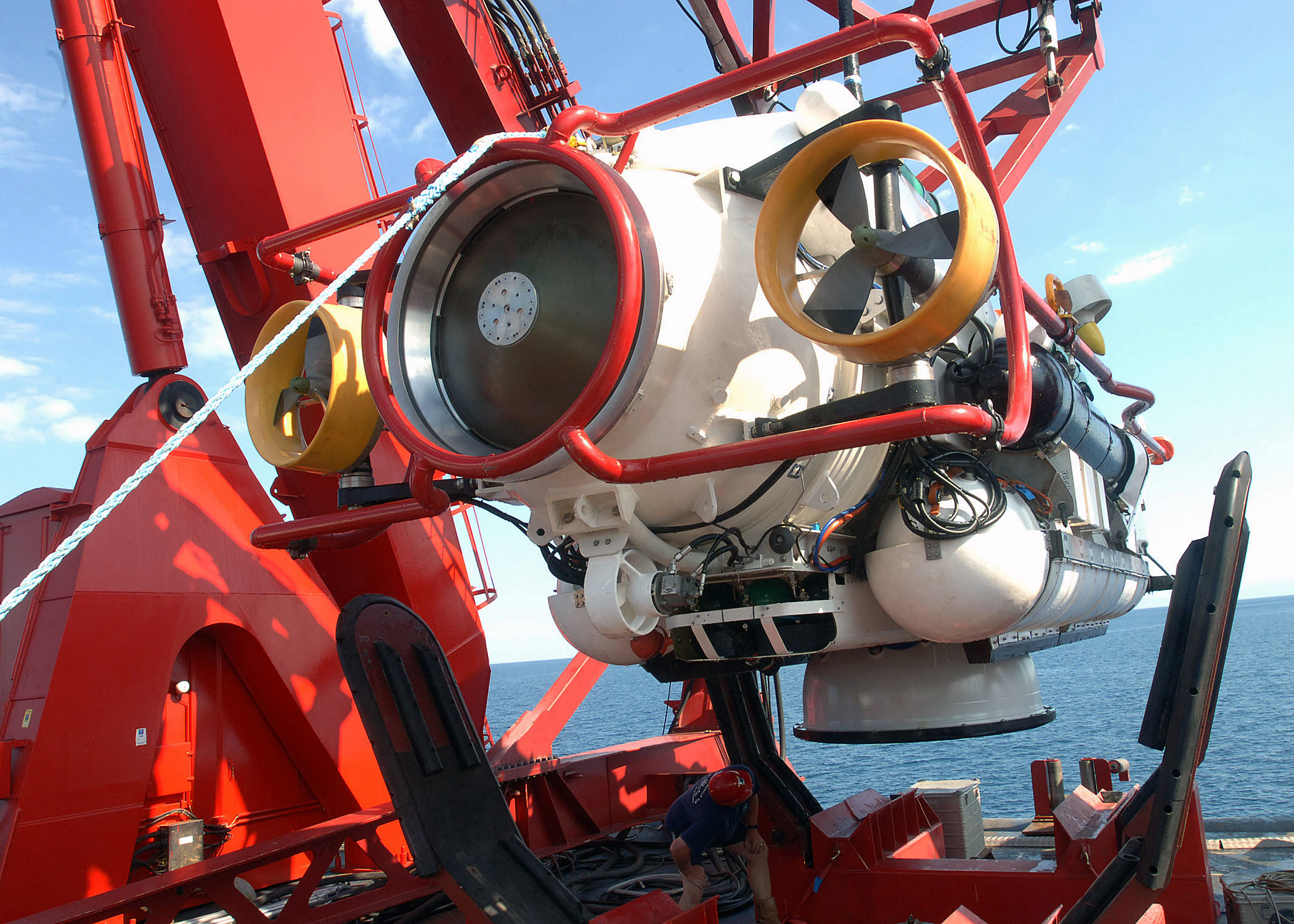
Il sottomarino tascabile LR3 della Royal Navy britannica

Il Regno Unito utilizza il sottomarino tascabile LR3 come unità di soccorso immerso; il mezzo può ospitare 16 naufraghi, può operare sino alla quota di -400 m, è lungo 9,8 m, largo 3 m, alto 3,5 m (compresa campana di abbordo) e può viaggiare ad una velocità di 2 nodi.

### Russia
La Russia dispone di un numero non precisato di unità DSRV. Si conoscono non meno di 5 esemplari della classe Priz (Приз), alcuni dei quali impiegati per lo sfortunato tentativo di salvataggio dei marinai del sottomarino Kursk. Dovrebbe inoltre esserci almeno un esemplare di un'altra classe cui da altri organismi è stato attribuito il nome convenzionale di classe Bester.

### Stati Uniti
La marina degli Stati Uniti dispone di una classe di sommergibili tascabili, la Mystic class deep submergence rescue vehicle; i due mezzi appartenenti a questa classe, trasportabili con autocarro, treno, aereo, nave o anche da un sottomarino, hanno capacità per raccogliere sino a 24 naufraghi. Divenuti noti per l'apparizione nel film Caccia a Ottobre Rosso, rappresentano l'evoluzione dei progetti sviluppati a partire dal giugno 1965 a seguito dell'affondamento della nave USS Thresher (SSN-593) (1963). Il primo mezzo, il DSRV-1 Mystic, fu varato il 24 gennaio 1970, ma è fuori servizio dal 10 gennaio 2008. Il secondo, il DSRV-2 Avalon entrò in servizio il 5 gennaio 1971.